# Contomastix serrana
Contomastix serrana là một loài thằn lằn trong họ Teiidae. Loài này được Cei & Martori mô tả khoa học đầu tiên năm 1991.